# 施潘贝格
施潘贝格是奥地利下奥地利州根瑟恩多夫县的一个市镇。总面积19.51平方公里，总人口951人，人口密度48.7人/平方公里（2005年）。